# Bucky Pizzarelli
John Paul «Bucky» Pizzarelli (Paterson, Nueva Jersey, 9 de enero de 1926-1 de abril de 2020) fue un guitarrista de jazz estadounidense. El guitarrista de jazz John Pizzarelli y el bajista Martin Pizzarelli son hijos suyos. 
Pizzarelli también trabajó para la cadena NBC como parte del equipo de Dick Cavett (1971) y también para ABC con Bobby Rosengarden en 1952. La lista de músicos con los que Pizzarelli ha colaborado en su carrera incluye a Les Paul, Stephane Grappelli y Benny Goodman. Pizzarelli reconoce como sus mayores influencias a Django Reinhardt, Green Freddie y George Van Eps por su estilo y modo de interpretar la guitarra.

## Las guitarras de Pizzarelli
La primera guitarra de Pizzarelli fue una archtop Gibson, un instrumento bastante caro para su época. También tocó con la original «Benedetto Bucky Pizzarelli», guitarra de siete cuerdas fabricada especialmente por Robert Benedetto, quien también hizo numerosas guitarras para Howard Alden y Frank Vignola, entre otros músicos.

## Fallecimiento
Falleció a los noventa y cuatro años el 1 de abril de 2020 a causa de la enfermedad COVID-19.

## Premios y reconocimientos
- 2005 - ASCAP Jazz Wall of Fame (Premio iniciación, del Muro de la Fama del Jazz ASCAP)
- 2002 - Mac (Reconocimiento a la trayectoria)
- 2011 - New Jersey Hall of Fame (Premio iniciación, del Muro de la Fama del Jazz de Nueva Jersey)